# دم‌خاکستری استوایی
دم‌خاکستری استوایی (نام علمی: Xenerpestes singularis)، گونه‌ای نزدیک تهدید از پرندگان در زیرخانواده Furnariinae از خانواده تنورمرغان (Furnariidae) است که در اکوادور و پرو یافت می‌شود.